# Manuel Antonio de Molina
Manuel Antonio de Molina (San Vicente, Alcaldía mayor de San Salvador, Capitanía General de Guatemala 1 de enero de 1772 - Ciudad de Guatemala, estado de Guatemala, República Federal de Centroamérica 24 de agosto de 1827) fue un sacerdote y vicario de San Vicente que se desempeñó como vocal de la diputación provincial de Guatemala en 1821, y que por lo tanto fue uno de los firmantes del acta de independencia de España y miembro de la junta provisional consultiva (que gobernó a la antigua capitanía General guatemalteca luego de la independencia, y que declaró la anexión de ese territorio al primer Imperio Mexicano).

## Biografía
Manuel Antonio de Molina y Cañas nació en San Vicente, Alcaldía mayor de San Salvador, Capitanía General de Guatemala el 1 de enero de 1772; siendo hijo de Francisco de Molina y Castilla, y de María Lorenza de Cañas y Villalta. Era descendiente del conquistador Alonso de Alvarado y de Isabel de Alvarado (hija del conquistador Jorge de Alvarado; Alonso era primo y Jorge hermano del conquistador y gobernador de Guatemala Pedro de Alvarado).
Su padre fallecería en el año de 1778, por lo que sería criado por su madre y su padrastro Vicente Rodríguez del Camino. Ingresaría en el colegio seminario de ciudad de Guatemala el 9 de mayo de 1788; y saldría de ahí, ordenado como diácono y graduado como licenciado de filosofía, el 2 de septiembre de 1795. Posteriormente, serviría durante 4 años de sacristán en la capilla de dicho colegio.
El 12 de marzo de 1796 fue ordenado presbítero por el arzobispo Juan Félix de Villegas. Estudiaría gramática latina, y cursos de filosofía y teología, con lo que se graduaría como bachiller de filosofía y luego de teología. En 1798 sería nombrado comisario de la santa inquisición para la villa de San Vicente, por ausencia de Diego Vidaurre (quien pasó a desempeñarse como canónigo en la catedral de Comayagua). En 1800 recibió el título de Doctor en teología; en el mes de enero de 1802 sería vicario provincial y juez eclesiástico de San Vicente; y en febrero de ese año sería designado cura interino de San Vicente.
Como cura de San Vicente, y debido a los daños que tenía el templo parroquial por los sismos, se encargó de delinear y formar los planos para la reconstrucción del templo; así como, financió la construcción del templo, y la compra de un reloj para la torre de esa iglesia. Asimismo, solicitó licencia al gobierno de Guatemala para impartir clases de gramática a los niños de San Vicente. El encargado de sus asuntos personales en Guatemala era el canónigo Mariano Ángel de Toledo.
El 20 de diciembre de 1809 el ayuntamiento de San Vicente lo designó como su candidato al sorteo que se realizaría en Guatemala para nombrar al diputado a la junta suprema central (que regía España durante las luchas contra los franceses de Napoleón Bonaparte), en lugar de José Cecilio del Valle.
Durante el primer movimiento independentista de 1811,  se opuso en armas, renovó el juramento vasallaje, y ordenó quemar en la plaza pública de la villa las invitaciones de los insurrectos de San Salvador; al igual que hicieron los curas y vicarios Manuel Ignacio Cárcamo (en Santa Ana) y Miguel Barroeta (en San Miguel). Debido a ello, el presidente-gobernador y capitán general de Guatemala José de Bustamante, por medio de real orden del 24 de mayo de 1812, reconoció sus acciones y solicitó al gobierno español que le concedieran alguna prebenda como retribución a su lealtad.
En 1814, durante el segundo movimiento independentista, según el informe dado por el intendente de San Salvador José María Peinado, mientras los mulatos vicentinos apoyaron el movimiento, el cura Molina prestó importantes apoyos a la causa de la monarquía española. El 17 de mayo de 1817 el cura Molina certificó que el monje franciscano fray Juan de Dios Campos realizaba propaganda del independentista mexicano presbítero José María Morelos; lo cual denunció ante el gobierno, por lo que dicho fraile se marchó a la intendencia de Nicaragua.
En 1820 resultó electo como rector de la universidad de San Carlos de Guatemala. El 26 de febrero de 1821 informó a la diputación provincial de Guatemala que había resultado electo como vocal de ese organismo, en representación del partido electoral de San Miguel (de la intendencia de San Salvador), para ese año. Como miembro de esa diputación, fue uno de los firmantes del acta de independencia; pasando a ser miembro de la junta provisional consultiva, que se hizo cargo del gobierno de la antigua capitanía general guatemalteca luego de la independencia.
Al conformarse la diputación provincial de San Salvador, el 11 de noviembre de 1821, le correspondería ocupar una de sus sillas, pero decidió quedarse en Guatemala como miembro de la junta provisional consultiva; donde, el 2 de enero de 1822, debido a que se había pedido a los ayuntamientos que decidieran sobre sí había que anexarse al primer Imperio mexicano, solicitó que se declarara si era o no posible que el congreso (estipulado en el acta de independencia) se instalara el 1 de febrero de ese año para que resolviese definitivamente sobre esa decisión.
El 5 de enero de 1822 se declaró la anexión al imperio mexicano, siendo el presbítero Molina uno de los firmantes de esa acta. El 18 de enero, debido a que en la provincia de San Salvador la diputación provincial se había erigido en junta gubernativa y había declarado esa jurisdicción independiente de Guatemala, la junta provisional consultiva lo envió a la ciudad de San Vicente (cuyo ayuntamiento había votado contra la anexión) para evitar que se uniera a San Salvador.
El 8 de abril se liberaría una batalla, en la hacienda Concepción Ramírez, entre las fuerzas vicentinas contra las de San Miguel (que estaban a favor de la anexión), tal combate extendería hasta el día 10 en que vencieron las milicias vicentinos. Al día siguiente el pueblo se lanzaría contra las casas de los que estaban a favor de la anexión, como resultado fue atacada la vivienda la casa de la familia Quintanilla (que habitaba el coronel Carlos de Lesaca) donde se encontraba el presbítero Molina; que sería llevado ante el jefe político subalterno de San Vicente Juan Vicente Villacorta, quien después de un breve juicio decidiría que Molina regresase a su casa.
Retornaría a Guatemala, donde desde el 1 de agosto de 1826 se desempeñaría como rector del colegio seminario; también sería elegido diputado del congreso del estado de Guatemala, por el departamento de Sacatepéquez. Otorgaría su testamento el 9 de agosto de 1827, ante el escríbano Vicente Calderón. Fallecería el 24 de agosto de ese mismo año; siendo enterrado en la catedral metropolitana de Guatemala.